# Andrew Ng
Andrew Y. Ng (sinh ngày 18 tháng 4 năm 1976, tiếng Trung: 吳恩達, Ngô Ân Đạt) là trưởng khoa học gia tại Baidu Research ở Thung lũng Silicon. Ngoài ra, ông còn là giáo sư thỉnh giảng tại khoa Khoa học máy tính và khoa Kỹ thuật điện tại đại học Stanford University. Ông cũng là chủ tịch hội đồng của Coursera, một nền tảng giáo dục trực tuyến mà ông đồng sáng lập cùng với Daphne Koller.
Ông sáng lập Google Brain và từng là trưởng nhóm này. Ngoài ra ông còn là phó chủ tịch của Baidu. Hiện nay ông đang là CEO của Landing.Ai và DeepLearning.Ai.
Ông nghiên cứu chủ yếu về máy học và deep learning. Những công trình đầu tiên của ông bao gồm dự án Máy bay Trực thăng Tự hành Stanford, được phát triển là một trong những máy bay trực thăng tự hành tốt nhất thế giới, và STAIR (STanford Artificial Intelligence Robot-Robot trí tuệ nhân tạo Stanford), kết quả là tạo ra ROS, một nền tảng phần mềm mã nguồn mở được sử dụng phổ biến.
Ông cũng là tác giả và đồng tác giả của hơn 100 bài báo viết về máy học, robot và các lĩnh vực có liên quan, và vài công trình của ông về thị giác máy tính đã được đăng trên một seri ấn phẩm. Vào năm 2008, ông đã được vinh danh bởi MIT Technology Review TR35 là một trong 35 người sáng tạo nhất dưới độ tuổi 35 trên thế giới. Vào năm 2007, ông đã nhận được giải thưởng Sloan Fellowship. Vì những đóng góp của ông trong lĩnh vực Trí tuệ Nhân tạo, ông cũng nhận được một giải thưởng Computers and Thought Award.
Vào ngày 16/5/2014, ông tuyên bố trên blog Coursera của mình rằng ông sẽ từ bỏ mọi chức vụ Coursera, và gia nhập vào Baidu với tư cách là Trưởng Khoa học gia, làm việc về deep learning.

## Nghiên cứu về máy học
Trong năm 2011, ông thành lập dự án Google Brain tại Google. Mục tiêu dự án là phát triển các mạng nơ ron nhân tạo quy mô lớn qua việc sử dụng cơ sở hạ tầng máy tính của Google. Một trong những kết quả đáng chú ý của nó là mạng lưới thần kinh được huấn luyện sử dụng các thuật toán Học Sâu (Anh ngữ: deep learning) trên 16.000 lõi CPU, để nhận ra khái niệm ở mức độ cao hơn, chẳng hạn như mèo, sau khi xem video trên YouTube, mà không được cho biết tí về đặc điểm của một "con mèo". 
Công nghệ của dự án hiện cũng được sử dụng trong hệ thống nhận dạng giọng nói của hệ điều hành Android.

## Giáo dục trực tuyến
Ông bắt đầu chương trình Stanford Engineering Everywhere (SEE), trong năm 2008 đã có một số khóa học Stanford trực tuyến, miễn phí. Ông dạy một trong các khóa học này, máy học, trong đó bao gồm các video bài giảng, cùng với các học liệu được sử dụng trong các lớp học Stanford CS229.
Các phiên bản "áp dụng" của lớp Stanford (CS229a) được lưu trữ trên ml-class.org và bắt đầu vào tháng 10 năm 2011, với hơn 100.000 sinh viên đăng ký đầu tiên; Tất nhiên các tính năng trắc nghiệm và bài tập lập trình chấm điểm và trở thành một trong những thành công đầu tiên của MOOC thực hiện bởi các giáo sư Stanford.  Công trình này của ông sau đó đã dẫn đến việc thành lập Coursera vào năm 2012, vào tháng 9 năm 2013 Coursera đạt 4,7 triệu người dùng.

## Đời tư
Ông sinh ra tại Anh vào năm 1976. Bố mẹ ông đều là người Singapore. Ông lớn lên tại Hong Kong và Singapore và sau đó tốt nghiệp tại Raffles Institution ở Singapore vào năm 1992 và nhận bằng đại học về khoa học máy tính tại Carnegie Mellon University ở Pittsburgh, Pennsylvania vào năm 1997. Sau đó ông lấy bằng thạc sĩ tại Massachusetts Institute of Technology ở Cambridge, Massachusetts vào năm 1998 và bằng tiến sĩ tại University of California, Berkeley vào năm 2002. Ông bắt đầu làm việc tại Stanford University trong suốt năm đó, hiện tại ông đang sống ở Palo Alto, California. Ông lập gia đình cùng với Carol E. Reiley vào năm 2014.